# نظام دولي ليبرالي
يصف النظام الدولي الليبرالي في العلاقات الدولية مجموعة من العلاقات العالمية، المهيكلة، والقائمة على القواعد، والمبنية على الليبرالية السياسية، والليبرالية الاقتصادية، والليبرالية الدولية منذ أواخر أربعينيات القرن العشرين. يستلزم هذا النظام التعاون الدولي، بشكل أكثر تحديدًا، من خلال المؤسسات المتعددة الأطراف (مثل الأمم المتحدة، ومنظمة التجارة العالمية، وصندوق النقد الدولي)، ويتكون من المساواة بين البشر (الحرية وسيادة القانون وحقوق الإنسان)، والأسواق المفتوحة، والأمن المشترك، وتعزيز الديمقراطية الليبرالية والتعاون النقدي. أُسِّس هذا النظام في أعقاب الحرب العالمية الثانية، وبقيادة الولايات المتحدة في جزء كبير منه.
ناقش العلماء طبيعة النظام الدولي الليبرالي، بالإضافة إلى وجوده بحد ذاته. يعود الفضل إلى هذا النظام في توسيع التجارة الحرة، وزيادة حركة رأس المال، ونشر الديمقراطية، وتعزيز حقوق الإنسان، والدفاع الجماعي عن الغرب من الاتحاد السوفيتي. سهل النظام تعاونًا غير مسبوق بين دول أمريكا الشمالية وأوروبا الغربية واليابان. سهّل أيضًا انتشار الليبرالية الاقتصادية بمرور الوقت إلى بقية العالم، وساعد أيضًا في ترسيخ الديمقراطية في البلدان الفاشية أو الشيوعية سابقًا.
تعود جذور النظام الدولي الليبرالي بشكل عام إلى أربعينيات القرن الماضي، فغالبًا ما بدأ في عام 1945، وذلك مع بعض العلماء الذين أشاروا إلى الاتفاقيات السابقة بين الحلفاء في حقبة الحرب العالمية الثانية مثل ميثاق الأطلسي في عام 1941. اعترض جون ميرشايمر على هذا الرأي بحجة أن النظام نشأ فقط بعد نهاية الحرب الباردة. يشمل الأعضاء المؤسسون الأساسيون للنظام دول أمريكا الشمالية وأوروبا الغربية واليابان، إذ شكلت هذه الدول مجتمعًا أمنيًا. اختلفت خصائص النظام بمرور الوقت. يشير بعض العلماء إلى تباين الحرب الباردة في النظام الذي يقتصر إلى حد كبير على الغرب، وتباين ما بعد الحرب الباردة الذي له نطاق أوسع، ويمنح المؤسسات الدولية مزيدًا من الصلاحيات.
تواجه جوانب النظام الدولي الليبرالي تحديًا داخليًا داخل الدول الليبرالية من قبل الشعبوية والحمائية والأهلانية. جادل العلماء بأن الليبرالية المضمنة (أو المنطق المتأصل في الحركة المزدوجة) هي المفتاح للحفاظ على الدعم العام لبنود النظام الرئيسية. أثار بعض العلماء تساؤلات حول ما إذا كانت جوانب الليبرالية الراسخة قد قوِّضت، مما أدى إلى رد فعل عنيف ضد النظام.
يواجه النظام الدولي الليبرالي بعض التحديات الخارجية من قبل الدول السلطوية، والدول غير الليبرالية، والدول غير الراضية عن أدوارها في السياسة العالمية. صُنِّفت الصين وروسيا على أنهما من أبرز التحديات التي تواجه النظام. جادل بعض العلماء بأن النظام يحتوي على جوانب تقوِّض الذات يمكن أن تؤدي إلى رد فعل عنيف أو انهيار.

## التعريف
يعرف ديفيد ليك وليزا مارتين وتوماس ريس «النظام» على أنه «علاقات منظمة أو علاقات ذات نسق بين الوحدات». تتحدد بنية التفاعلات في النظام الدولي الليبرالي من خلال القوانين والأعراف وإجراءات صناعة القرار. ويشيرون إلى أن النظام الدولي الليبرالي ليس مرادفًا ل «نظام دولي حاكم»، نظرًا إلى إمكانية وجود أنظمة حاكمة غير ليبرالية (سيادة ويستفاليا).
ويعرفون «ليبرالي» بأنه الإيمان بمساواة كونية بين الأفراد، وبالحريات الفردية والجمعية أيضًا. تقتضي الليبرالية السياسية حكم القانون والمساواة السيادية بين الدول، وأيضًا حماية حقوق الإنسان والحقوق السياسية والحريات المدنية. وتقتضي الليبرالية الاقتصادية سياسات موجهة نحو السوق الحر. وتقتضي الليبرالية الدولية مبدأ تعددية الأطراف وحكمًا عالميًا.
يعرف مايكل ن. بارنت النظام الدولي بأنه «أنماط ارتباط وفعل» مستمدة من القواعد والمؤسسات والقوانين والأعراف، ويحافظ عليها من قبلها. وتمتلك الأنظمة الدولية مكونات اجتماعية ومادية. وتشكل الشرعية (التصور العام بأن الأفعال مرغوبة وملائمة ومناسبة) أساس الأنظمة السياسية. وعرف جورج لاوسون النظام الدولي بأنه «ممارسات منتظمة لتبادل بين الوحدات السياسية المنفصلة التي تعترف باستقلالية بعضها بعضًا». وعرف جون ميرشايمر النظام الدولي بأنه «مجموعة منظمة من المؤسسات الدولية التي تساعد في حكم التفاعلات بين الدول الأعضاء».
في كتابه بعد النصر (2001)، يعرف جون إيكنبيري النظام السياسي بأنه «الترتيبات الحاكمة بين مجموعة من الدول، بما في ذلك قواعدها الرئيسية ومبادئها ومؤسساتها». تتأسس الأنظمة السياسية عند وضع الترتيبات المنظمة الرئيسية، وتنهار عند إبطال الترتيبات المنظمة الرئيسية، أو تحديها أو حين تكون في حالة من الفوضى. ويعرف النظام الدولي الدستوري بأنه نظام سياسي «ينظم حول مؤسسات سياسية وقانونية متفق عليها تعمل على تحديد الحقوق والحد من ممارسة السلطة». هناك 4 عناصر رئيسية ومحورية للأنظمة الدستورية:
1. اتفاق مشترك حول قواعد اللعبة ضمن النظام
2. قواعد ومؤسسات تلزم بممارسة السلطة وتحد منها
3. الاستقلال المؤسساتي عن المصالح الخاصة
4. تحصين هذه القواعد ضمن نظام سياسي ثابت وواسع[26]

في عام 2018، عرف إيكنبيري النظام الدولي الليبرالي بالتالي:
بأنه ليس تشكيلًا سياسيًا فحسب، بل تشكيل متعدد الأطراف ومتشعب يفرض من قبل الدول القائدة. النظام الدولي ليس «شيئًا واحدًا» تنضم إليه الدول أو تقاومه. بل هو مجموعة متنوعة من القواعد والمؤسسات الحاكمة. هناك الأعراف والقواعد العميقة للسيادة ... وهناك تشكيلة متنوعة من المؤسسات والأنظمة والاتفاقيات والترتيبات والبروتوكولات الدولية، وما إلى ذلك. تخترق هذه الترتيبات الحاكمة مجالات متنوعة، بما في ذلك الأمن والتحكم بالسلاح وبالاقتصاد العالمي والبيئة والمشاعات العالمية وحقوق الإنسان والعلاقات السياسية. وقد تمتلك بعض مجالات الحكم هذه قواعد ومؤسسات تعكس بصورة ضيقة مصالح الدول المهيمنة، إلا أنها غالبًا ما تعكس العوائد التي جرى التفاوض عليها استنادًا إلى مجموعة أوسع من المصالح.
اعترض تشارلز غلاسر على القيمة التحليلية لفكرة النظام الدولي الليبرالي، وحاجج أن المفهوم فضفاض وغامض إلى درجة أنه «يمكن وصف أي وضع سياسي تقريبًا بنظام دولي ما دام أعضاؤه يقبلون بعرف السيادة».

## العلاقات مع الدول الفردية
قال العالم السياسي تشارلز إيه. زيغلر إن الصين وروسيا «ترفضان البعد السياسي للنظام الدولي الليبرالي الذي يدعم حقوق الإنسان والتدخل الإنساني وتعزيز الديمقراطية». قال بول سترونسكي ونيكول إن جي من مؤسسة كارنيغي من أجل السلام الدولي: «ينبع أكبر تهديد للغرب من الشراكة الصينية الروسية من جهودهما لتعديل النظام الدولي لمصلحتهم»؛ كما قيل أيضًا: «شنت موسكو، ولاسيما منذ عام 2014، تحديًا تنقيحيًا وهجوميًا للنظام الحالي، مما يدل على استعدادها لتحمل مخاطر كبيرة لإضعاف القوة الغربية داخل النظام الدولي. تدرك الصين، على عكس روسيا، أنها استفادت من النظام الدولي الليبرالي. سهلت عمليات الليبرالية الاقتصادية والعولمة صعودها الاقتصادي السريع خلال الثلاثين عامًا الماضية.

### الصين
يرى البعض أن الصين منافس محتمل للنظام الليبرالي، إذ يبدو أن مبادراتها مثل البنك الآسيوي للاستثمار في البنية التحتية ومبادرة الحزام والطريق تنافسان المؤسسات الدولية القائمة. تعتبر فان نيوينهويزين قاطعة بهذا الصدد أن شي جين بينغ، الأمين العام للحزب الشيوعي الصيني، يسعى إلى استبدال النظام الدولي الليبرالي. قال العالم السياسي توماس أمبروسيو إن أحد أهداف منظمة شنغهاي للتعاون تجسدت في ضمان عدم تمكن الديمقراطية الليبرالية من تحقيق مكاسب في هذه البلدان، وتعزيز الأعراف السلطوية في آسيا الوسطى.
يسأل روليج في ورقته البحثية في مارس عام 2018 عن سبب سعي الصين في ظل حكم شي جين بينغ إلى تغيير نظام تحقق من خلاله أرباحًا هائلة؛ ويقول زميل المنتدى الاقتصادي العالمي أنوشيروان احتشامي: «ترى الصين إيران بمثابة بوابة غربية، ولكن ليس فقط على أنها سوق كبيرة في حد ذاتها، ولكنها ستكون أيضًا بوابة لبقية الشرق الأوسط، وإلى أوروبا بالنسبة للصين في النهاية». تشير نيشا ماري ماثية إلى أن السعي للسيطرة على الكتلة الأرضية الأوراسية التي تجد الصين نفسها فيها يجعل إيران دولة مفضلة. وقع الصينيون صفقات لمشاريع بنية تحتية إيرانية تبلغ قيمتها أكثر من 15 مليار دولار في عام 2017 وحده. تشمل المشاريع المشتركة «خطوط السكك الحديدية عالية السرعة، وترقيات شبكة الكهرباء في البلاد، وخطوط أنابيب الغاز الطبيعي». تسعى الدولتان منذ عام 2019 حتى عام 2025 إلى زيادة التجارة الثنائية إلى 600 مليار دولار أمريكي.